# InstallShield
InstallShield is een programma waarmee installatiebestanden kunnen worden gemaakt voor andere software. Het wordt voornamelijk gebruikt om software te installeren en verwijderen op Microsoft Windows, alhoewel er ook mobiele versies zijn en een versie voor Linux.